# 谷汲山大橋
座標: 北緯35度31分17.6秒 東経136度38分29秒 / 北緯35.521556度 東経136.64139度

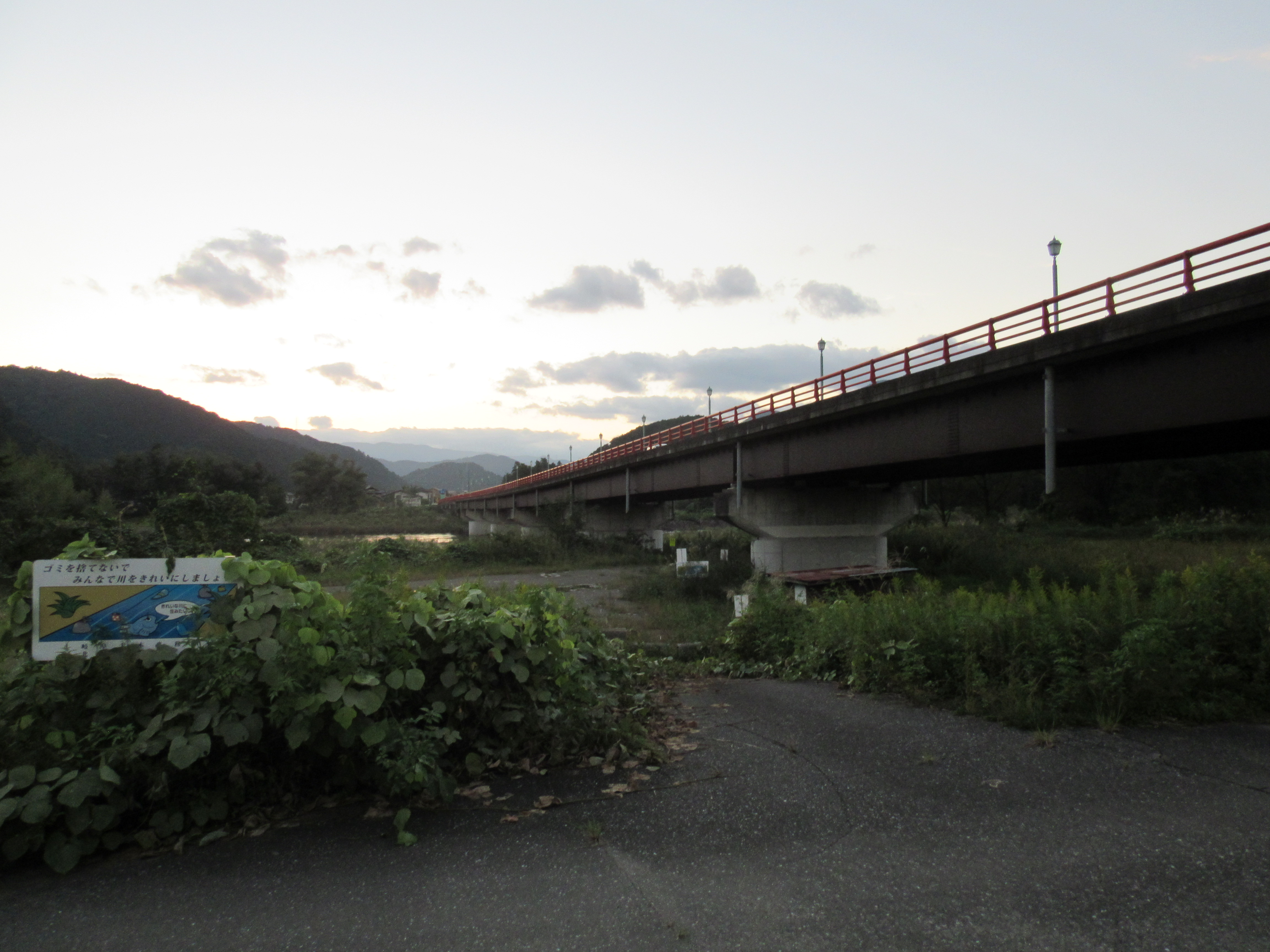
谷汲山大橋

谷汲山大橋（たにぐみさんおおはし）は、岐阜県本巣市と岐阜県揖斐郡揖斐川町との間の、根尾川にかかる橋である。谷汲山は谷汲山華厳寺に由来する。
国道157号と滋賀県道・岐阜県道40号山東本巣線を短絡する橋であり、岐阜市方面から旧・谷汲村（華厳寺）方面を結ぶ。観光シーズンや毎月21日は混雑する。
国道157号から谷汲山大橋への接続道路は、国道157号木知原交差点を北上し、いったん根尾川から離れてから西へ向きを変え、国道157号と樽見鉄道を跨ぎ、谷汲山大橋と接続する。

## 概要
河道部と遊水地部とを橋種が異なる。これは建設のコスト面を考慮したためである。
- 供用開始：1996年（平成8年）
- 延長：345.0m
  - 河道部：240.0m
  - 遊水地部：105.0m
- 幅員：8.5m（車両用：6.0m 歩行者用2.5m）
- 構造
  - 河道部：鋼連続桁
  - 遊水地部：プレテン床版橋
- 所在地：岐阜県本巣市木知原 - 岐阜県揖斐郡揖斐川町谷汲長瀬

## 隣の橋
（下流） 根尾川大橋 - 真大橋 - 薮川橋  - 大野橋 - 万代橋 - 谷汲山大橋 - 第一根尾川橋梁（樽見鉄道）（上流）